# Nemojov
Nemojov település Csehországban, Trutnovi járásban. Nemojov Vítězná, Bílá Třemešná, Dolní Brusnice, Dvůr Králové nad Labem és Mostek településekkel határos. Lakosainak száma 814 fő (2024. január 1.).

## Népesség
A település lakosságának változását az alábbi diagram mutatja:
| Lakosok száma | 1400 | 1212 | 925  | 531  | 503  | 492  | 733  | 751  | 792  | 814  |
|               | 1869 | 1890 | 1921 | 1950 | 1980 | 2001 | 2017 | 2019 | 2022 | 2024 |